# Vân môn
Vân môn hay còn gọi Loa kèn sông Nin (danh pháp hai phần: Zantedeschia aethiopica) là một loài trong họ Araceae, được (L.) Spreng. mô tả lần đầu năm 1826. Cây bản địa ở phía nam châu Phi ở Lesotho, Nam Phi, và Swaziland. 
Loài này được trồng làm cảnh ở Úc, đặc biệt là Tây Úc, nơi nó được xem là một loài cây độc.

## Hình ảnh

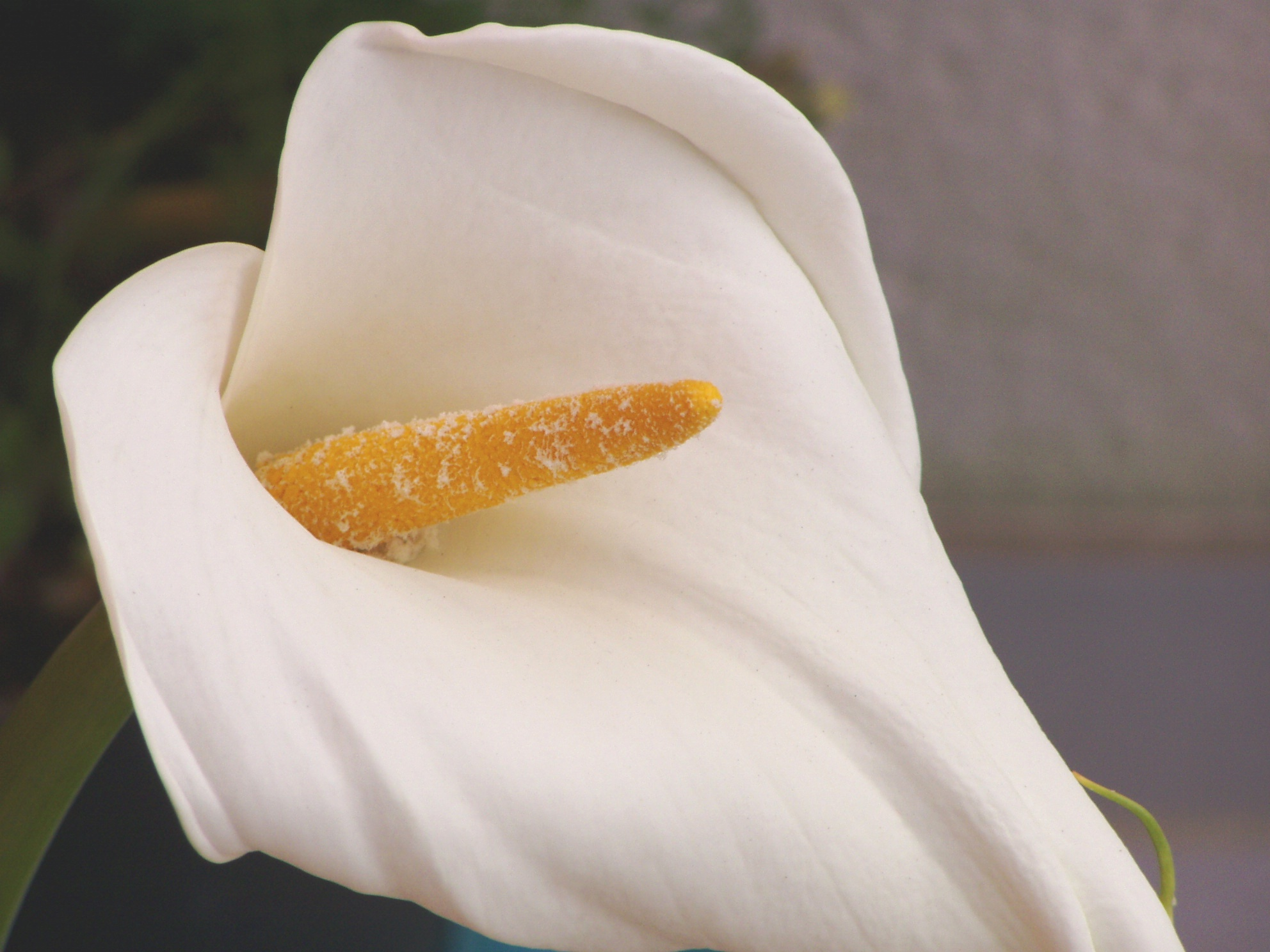
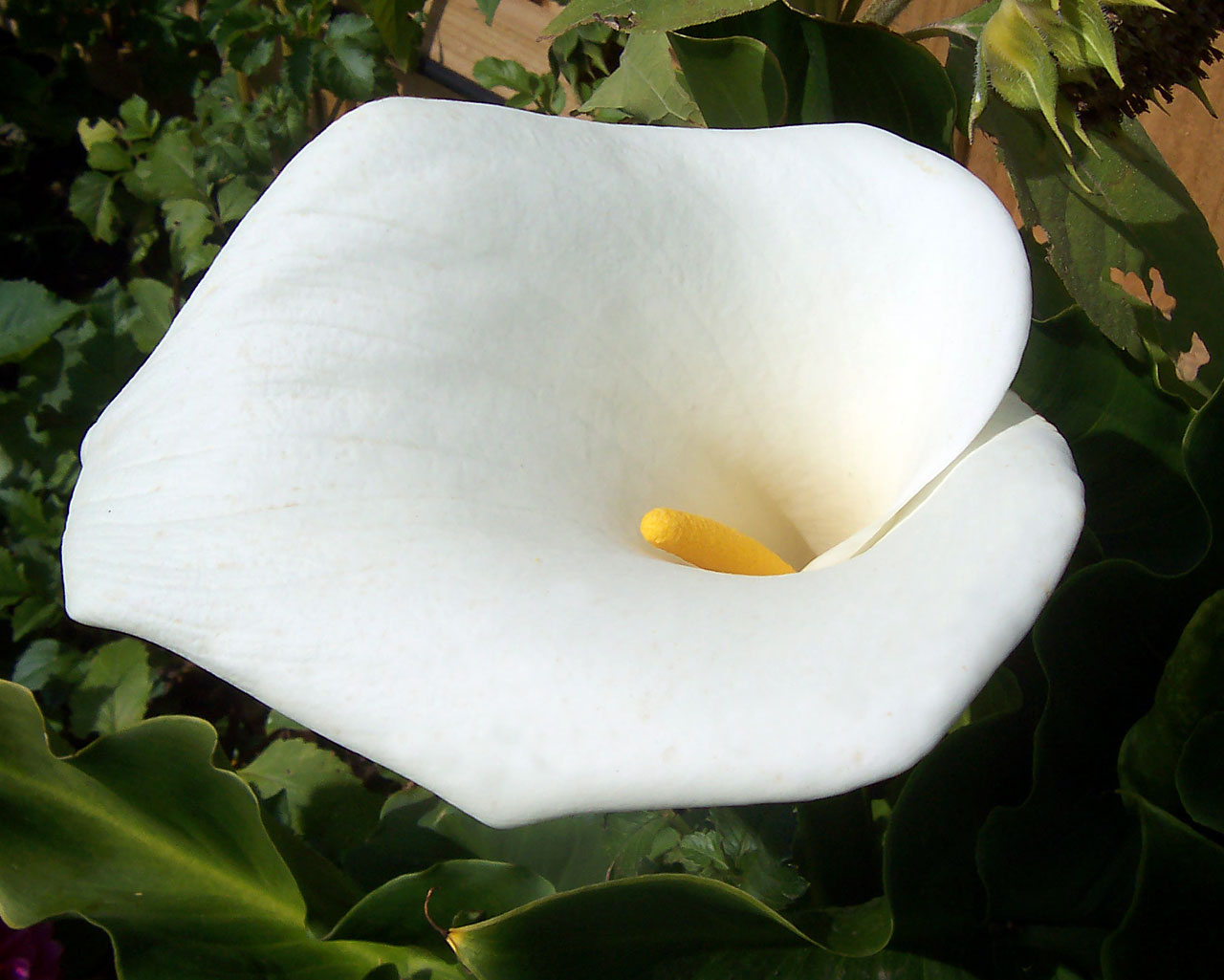
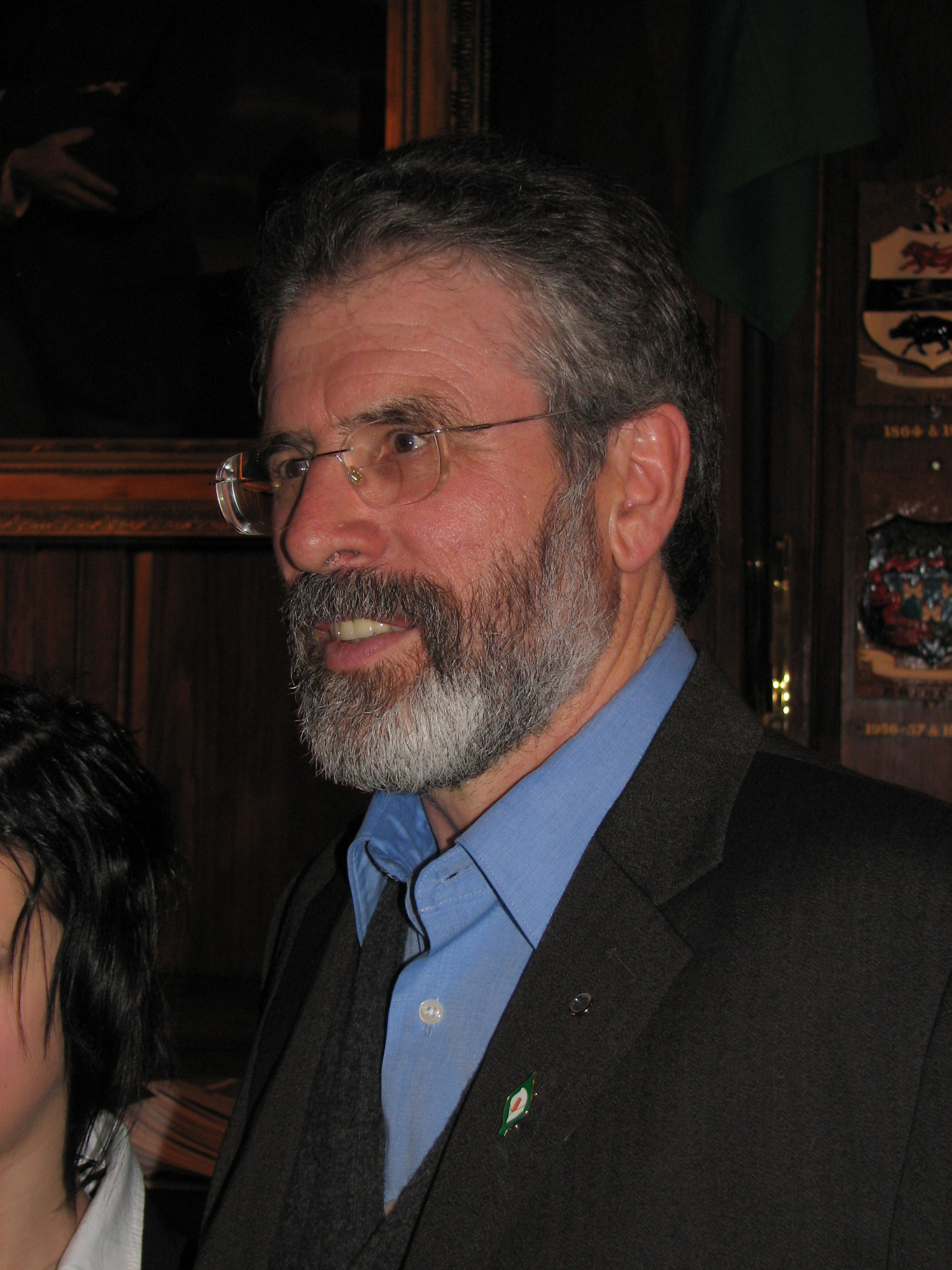
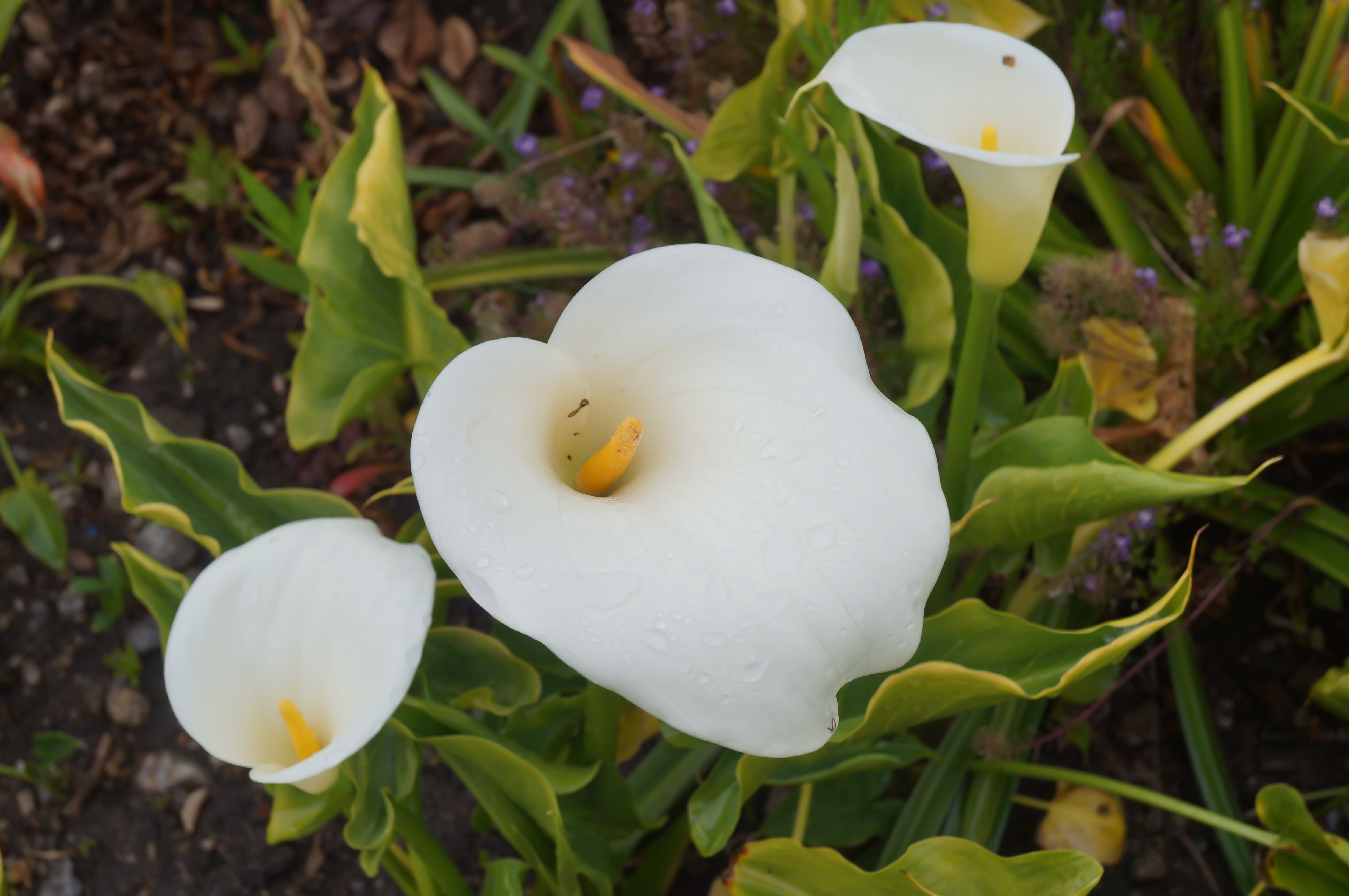